# Cornelis van der Burgt

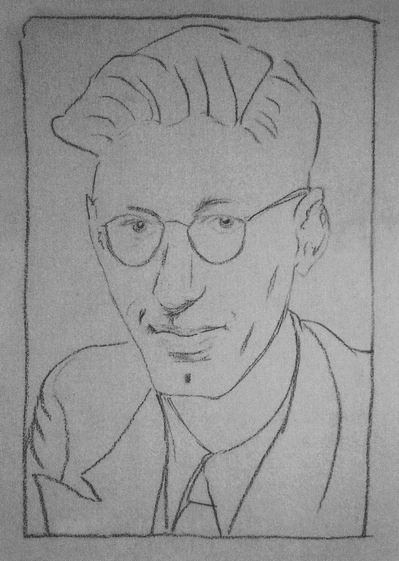
Cees van der Burgt

Cornelis van der Burgt  (Roermond 26 juni 1925 – Nootdorp 23 januari 2019) (Cees) was een Nederlands waterbouwkundige. 

## Opleiding en eerste werkkring
Hij was de zoon van de waterstaatsingenieur Johan Henri van der Burgt, hoofdingenieur-directeur. Hij ging dan ook civiele techniek studeren in Delft, waar hij in 1950 afstudeerde. Direct na zijn afstuderen ging hij aan de slag bij het arrondissement ’s Gravenhage van Rijkswaterstaat. Hij maakte als jong ingenieur de watersnoodramp van 1953 mee. Hij kreeg toen de opdracht om de verwoestingen vanuit de lucht in kaart te brengen. Deze kaart was een belangrijke bron bij de planning van de herstelwerkzaamheden, waar hij ook bij betrokken was.

## De Lauwerszee
In 1955 werd hij overgeplaatst naar de Lauwerszeewerken. Van der Burgt heeft deze werken van begin tot de sluiting in 1969 meegemaakt, en daar later met Pieter Terpstra een boekje over geschreven. 

## Noordzee
Na afronding van de Lauwerszeewerken werd hij benoemd tot Hoofdingenieur-directeur van de directie benedenrivieren. Vanuit die positie heeft hij de basis gelegd voor de directie Noordzee van Rijkswaterstaat; hij werd in 1973 de eerste hoofdingenieur-directeur van deze dienst. 

## PIANC
IN 1969 werd hij (uit hoofde van zijn functie bij Benedenrivieren) secretaris van de Nederlandse afdeling van de PIANC. Daarmee was hij ook namens Nederland de first delegate van de Nederlandse delegatie. In 1974 kreeg Nederland de vraag om de jaarvergadering van de General Assembly te organiseren. Tijdens deze bijeenkomst van een week waren er onder andere excursies naar de IJsselmeerpolders en de Deltawerken.
PIANC was die tijd onder leiding van de Belg Gustave Willems een vrij starre organisatie. Op initiatief van Van der Burg schreef de Nederlandse delegatie een voorstel om de structuur van het Executive Committee ingrijpend te wijzigen door onder meer de benoeming van vier internationale (niet- Belgische) vice-presidenten. De president Willems was mordicus tegen en verwijderde het voorstel zelfs van de agenda. Maar in 1976 moest Willems toch bakzeil halen en werd deze structuur ingevoerd. De voorzitter bleef nog wel een Belg (dat bleef zo tot tot 2010). Van der Burgt was tot voorzitter van één van de vaste studiecommissies benoemd. Hij ergerde zich aan de trage voortgang en de haperende rapportering. Hij schreef een voorstel om meer, maar kleinere commissies in te stellen. Dat voorstel haalde het niet, maar er kwamen wel twee Permanente Technische Commissies, PTC I en PTC II.  Onder deze commissies kwamen kortlopende werkgroepen te hangen. Van der Burgt was voorzitter van  PTC II, Maritime Ports and Seaways van 1980 tot 1995.
- International Standard Name Identifier: 0000 0003 9621 4152
- Virtual International Authority File: 291054256